# Vizcondado de Torre Hidalgo

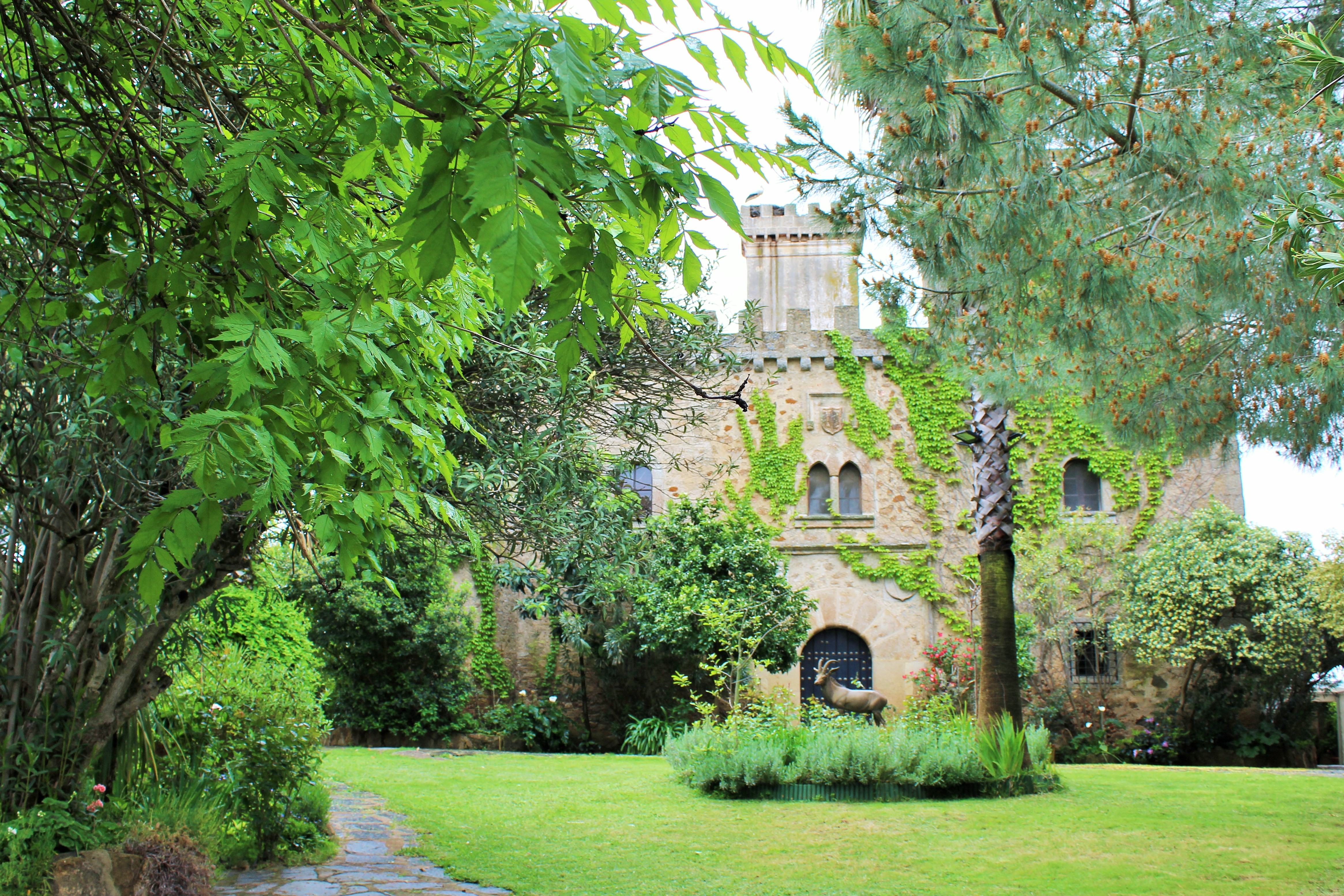
Castillo Las Seguras, propiedad del vizconde de Torre Hidalgo.

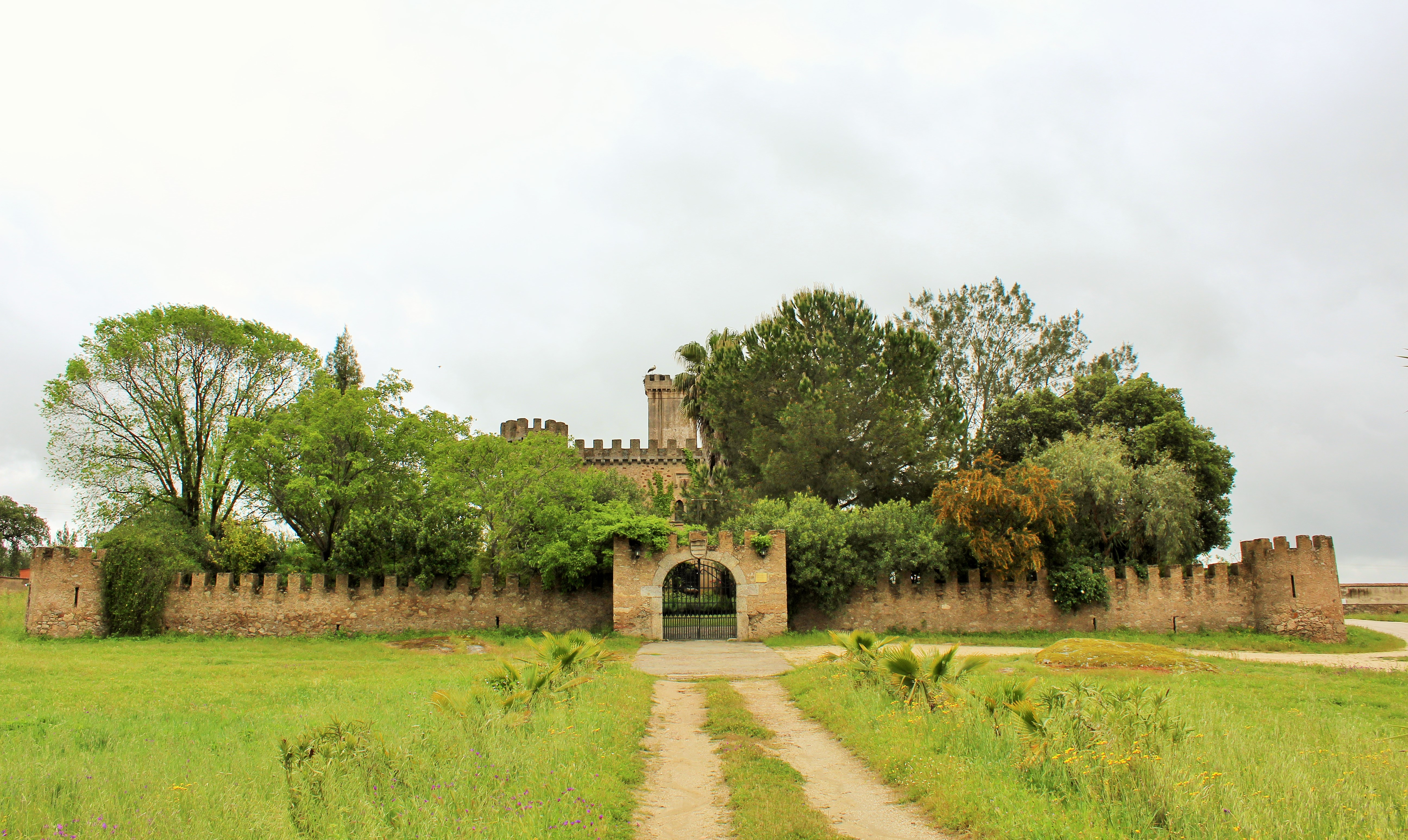
Vista general del castillo.

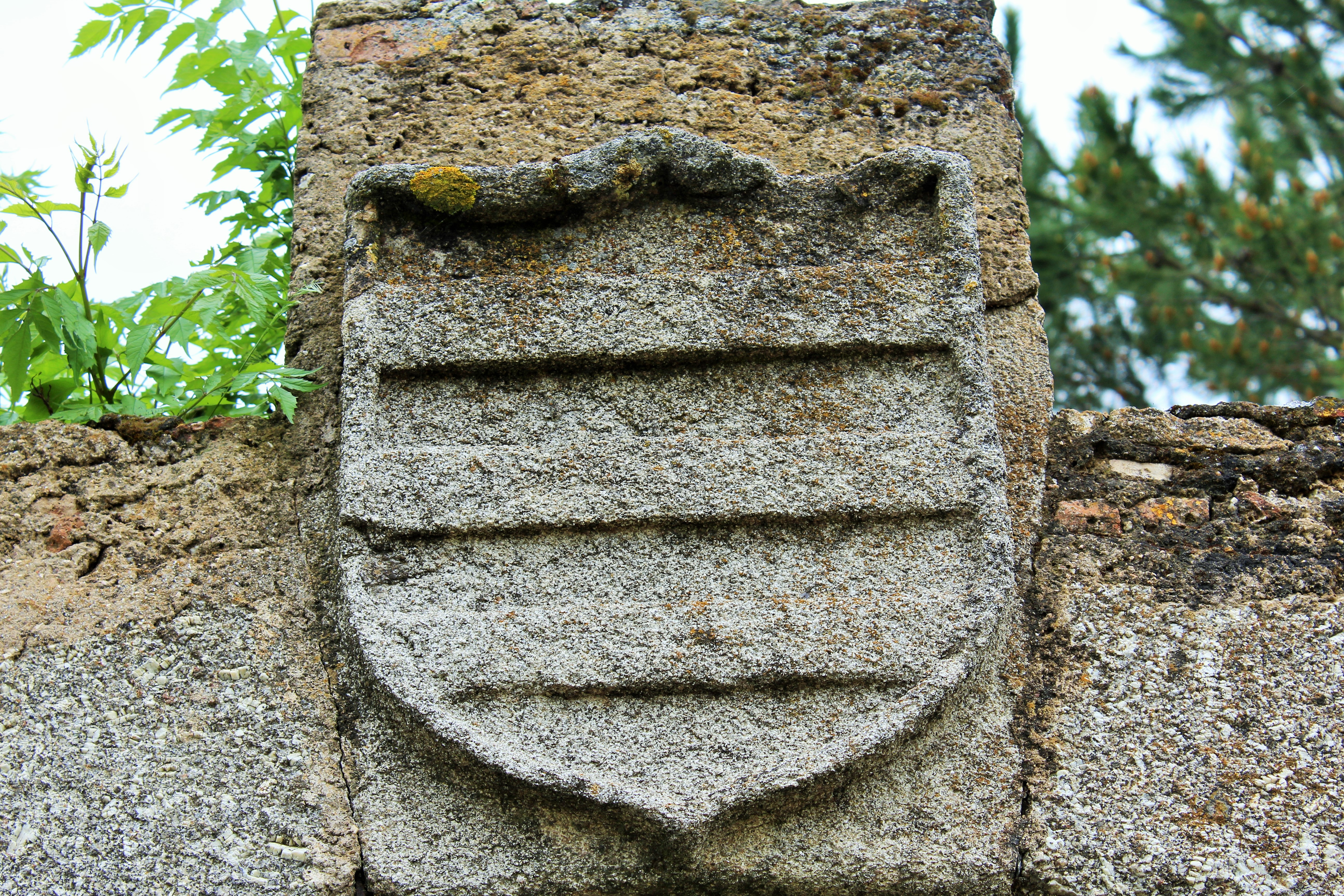
Blasón en la fachada del castillo Las Seguras.

El vizcondado de Torre Hidalgo es un título nobiliario español creado en 1836 por el pretendiente al trono Carlos María Isidro de Borbón y otorgado, junto con la baronía de Campo de Águilas, a Tomás Muñoz de San Pedro Montenegro y Velasco.
Fue reconocido como título del reino en 1950 y expedida carta del mismo al año siguiente en favor de Blanca Muñoz de San Pedro y Flores de Lizaur.

## Vizcondes de Torre Hidalgo
|                                       | Titular                                               | Periodo                               |
| Creación por El Pretendiente Carlos V | Creación por El Pretendiente Carlos V                 | Creación por El Pretendiente Carlos V |
| ------------------------------------- | ----------------------------------------------------- | ------------------------------------- |
| I                                     | Tomás Muñoz de San Pedro Montenegro y Velasco         | 1836-1846                             |
| Reconocido por Francisco Franco       |                                                       |                                       |
| II                                    | Blanca Muñoz de San Pedro y Flores de Lizaur          | 1951-2011                             |
| III                                   | José Miguel Carrillo de Albornoz y Muñoz de San Pedro | 2012-hoy                              |

## Historia de los vizcondes de Torre Hidalgo
- Tomás Muñoz de San Pedro Montenegro y Velasco (Viniegra de Arriba, Logroño), 1 de enero de 1777[3]-1846), I vizconde de Torre Hidalgo y I barón de Campo de Águilas (título carlista).[1]

Casó en Brozas (Cáceres) en 1809 con Carmen Flores de Lizaur y Cabrera Meneses.
El vizcondado fue reconocido título del reino el 21 de julio de 1950. El 2 de marzo del año siguiente se expidió carta de sucesión en favor de:
- Blanca Muñoz de San Pedro y Flores de Lizaur (1927-2011), II vizcondesa de Torre Hidalgo.

Se casó con José Carrillo de Albornoz Montijano y Cabrera de las casas de los marqueses de Senda Blanca y Villaseca de Córdoba. El 22 de febrero de 2012, tras orden del 26 de enero de ese año para que se expida carta de sucesión (BOE del 9 de febrero), le sucedió su hijo:
- José Miguel Carrillo de Albornoz y Muñoz de San Pedro (n. Cáceres, 1959), III vizconde de Torre Hidalgo.